# あれか、これか

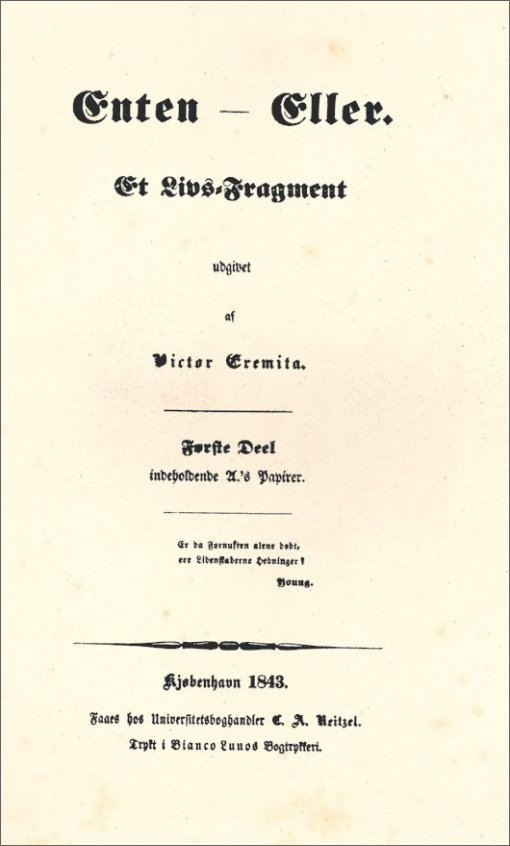
『あれか、これか』の初版の表紙

『あれか、これか:ある人生の断片』(デンマーク語:Enten-Eller: Et Livs Fragment)は1843年に哲学者キルケゴールにより発表された哲学書である。本作でキルケゴールはラテン語で「勝利の隠者」を意味する「ヴィクトル・エレミタ」（Victor Eremita）という偽名を用いており、タイトルの後に"udgivet af Victor Eremita"（「ヴィクトル・エレミタ編集による」）と謳っている。
キルケゴールは1813年にデンマークで生まれた哲学者であり、実存主義の思想に寄与したことで知られている。本書『あれか、これか』はキルケゴールが30歳になった時にデンマークの思想界に加わる契機となった著作であった。本書はヴィクトル・エレミタがとある机の引き出しから二つの手記を入手し、それを出版するに至った経緯を述べるところから序文が始まっている。美的な人生を送ったＡの手記と倫理的な人生を選んだＢの手記にはそれぞれ全く異なる思想が対比的に示されている。
Ａの手記で述べられている美的生活は次のような内容を含んでいる。現代の悲劇と古典の悲劇の内容には悲劇における罪の概念の相違があり、ギリシア悲劇は外因的な葛藤による罪であるが、アンティゴネーのような近代における悲劇は内因的な罪の意識であると見なす。人間の悲哀についても芸術では外部に表現できないような反省的悲哀を取り上げている。そして最も不幸な人間について追憶に妨げられるために希望の中に現在を生きることができない人、もしくは希望に妨げられることで追憶の中に現在を生きていると論じる。キルケゴールは娘が初恋の男を捨てて別の男と結婚し、彼こそ本物であると確信する娘の浅はかさを描き、また作物の収穫を増やすために土地を変えながら種をまく農夫を描く。享楽を追求する美的生活は常に刺激を求めることで対象を変化させ、変化がなくなると退屈になる。退屈は空虚感に基づいて発生し、それは人間に「眩暈」を起こすものである。それを避けるために人間は次々と新しい気晴らしを求めて気まぐれに生きる。キルケゴールの見解によるならば、美的生活の行き着く先は絶望に他ならない。
Ｂの手記ではＡの著者、つまり美的生活にあけくれている友人に対する書簡として書かれている。まず結婚の美的価値について、結婚の本物の課題とは愛欲の要素と厳正な内面性を結合させることであり、率直さと誠実さとが結婚の条件であると述べられる。秘密を持ったまま結婚することはあってはならず、結婚愛において内面的な誠実こそが重要であり、どのような経年劣化に対しても永遠性を保ちうるものでなければならないと考える。つまり人生において人間は「あれか、これか」の一つを選ぶ必要があるのであり、美的生活に対してそれに矛盾する倫理的生活を選ぶことが主張される。この選択は自由に行うことが可能であり、自由な決断によって倫理的生活の義務と自らの使命を達成する。普遍人間的なものを実現しえない人間は自分自身が個性の限界に達している例外者であることを自覚し、それに相応する内面性を獲得することが示される。

## 成立
白水社『キルケゴール著作集』の浅井真男の解説によれば、キルケゴール自身の手紙から次のような制作経緯となる。
- 1840年9月 キルケゴールはレギーネと婚約。
- 41年8月 婚約指輪を送り返し、同年10月にレギーネと決別。
- 41年10月 「結婚の美学的妥当性」
- 41年10月～42年3月 ベルリン旅行
- 41年12月 「人格形成における美学的なものと倫理的なものの均衡」
- 42年3月までに 「初恋」「輪作」
- 42年4月 「誘惑者の日記」
- 42年夏から秋 第1部のその他の諸編、第2部の「ウルティマトゥム」
- 42年11月 「序文」
- 43年2月 『あれか、これか』第1版出版

## 構成
以下の章題は浅井真男訳による。

### 第1部 -Aの書類収録-

#### 序言
刊行者「ヴィクトル・エレミタ」の言葉。古道具屋で机を買ったら、文書が入っていた。著者は2人。Aは美学的人生観、Bは倫理的人生観を論じる。2つの人生観は対立している。

#### 1 ディアプサルマータ[注 1]自分自身ニ
短文集。「人生の最も美しいときは恋着の最初の時期である」など。

#### 2 直接的、エロス的な諸段階 -あるいは- 音楽的＝エロス的なもの
モーツァルトを絶対的に不滅にするものはたった一つの作品、『ドン・ジョヴァンニ』だ。モーツァルトの音楽で、エロス的なものの発展段階を指摘しよう。
- 第一段階。『フィガロの結婚』の小姓ケルビーノ。感性的なものがめざめる。
- 第二段階。『魔笛』の三枚目役パパゲーノ。欲念がめざめる。
- 第三段階。『ドン・ジョヴァンニ』。ドン・ジョヴァンニは誘惑者であり、愛の達人。あらゆる女のなかに女性的なもの全体を欲する。

#### 3 古代の悲劇的なものの現代の悲劇的なものへの反射 -断片的試論-
ソフォクレスの『アンティゴネー』の悲劇は外部からの運命によった。現代の悲劇は個人の精神の舞台で行われる。

#### 4 影絵 -心理学的ひまつぶし-
3人の娘の悲しみについて考えてみよう。
- マリー・ボーマルシェ。ゲーテ『クラヴィーゴ』で、婚約相手から捨てられた。
- ドンナ・エルヴィーラ。『ドン・ジョヴァンニ』で、主人公に捨てられた。
- グレートヒェン。ゲーテ『ファウスト』で、ファウストから捨てられた。

#### 5 最も不幸な者 -シュムパラネクローメノイに対する熱狂的挨拶-
最も不幸な者とは、回想すべき過去がなく、希望すべき未来のない者である。しかしそれは最も幸福な者でもある。

#### 6 初恋 -スクリーブ作、J・L・ハイベル訳、一幕喜劇-
この劇で、16歳の女主人公は8歳の時の初恋相手と8年ぶりに再開、結婚する。しかし人違いだったと判明。こんな愚かな話は彼女だけのことだろうか？

#### 7 輪作 -社会的処世訓の試み-
退屈しないためには、輪作をするように忘却と想起をくり返し、自分の心に変化を起こすのがよい。結婚してはならない。職務についてはならない。

#### 8 誘惑者の日記
『あれか、これか』の中で最も有名な部分。
ヨハンネスはコーデリアと婚約しておきながら、婚約を破棄する。
（キルケゴール自身が『あれか、これか』発表の2年前に同様の事をした。）

### 第2部 -Bの書簡収録 Aへの書簡-
※以下の第2部のABCの構成分類は原著にはなく、独訳者ヒルシュの見解。

#### 結婚の美学的妥当性
A ロマンティックな愛と結婚生活の統一
結婚の実態は愛（エロス）である。結婚は初恋の聖化である。
B 愛として規定された結婚生活の実現
結婚生活は信頼なしには不可能である。

#### 人格形成における美学的なものと倫理的なものの均衡
A 選択
倫理的決定と美学的多様性とのあいだで、あれかこれかを選択するのだ。
B 倫理の光に照らして見た美学的人生観
美学的に生きるものはすべて絶望している。
C 倫理的人生観と美学的なものとの関係
倫理的人生観は他の人生観より優位だ。それは仕事の成就や結婚生活に実現される。

#### ウルティマトゥム[注 2]
牧師である友から次の手紙が来た。
我々は神に対していつも正しくないという思想のうちにある、教化的なもの
人間は欠陥のある存在である。われわれは神の前に正しくない。つまり著者AとBのどちらも正しくないのかもしれない。

## 日本語訳
大谷長らの訳を除き、これまでの多くの翻訳はドイツ語からの重訳だった。
- 芳賀檀訳  『キェルケゴオル選集 1,2,3』 人文書院 1948-1949
- 飯島宗享訳 キェルケゴール 『美しき人生観』『初恋』『誘惑者の日記』（以上第1部）『結婚の美的権利』（第2部前半）角川書店 1948-1949   （第2部後半『美と倫理』は浜田惇子共訳で2009年に未知谷から出版。）
- 浅井真男、志波一富、新井靖一、棗田光行訳 『キルケゴール著作集 1,2,3,4』 白水社 1963-1965
- 大谷長、太田早苗、渡辺裕子、近藤英彦訳 『キェルケゴール著作全集 原典訳記念版 1,2 これか－あれか』 創言社 1994-1995

## 文献
- Either/Or. Translated by David F. Swenson and Lillian Marvin Swenson. Volume I. Prinecton, 1959, ISBN 0691019762 (Swenson)
- 『あれか、これか』（1843年、第二版1849年、ISBN 4560024111、白水社）